# Boros Jolán
Boros Jolán (Zomba, 1914. december 12. – Budapest, 1997. május 13.) cigány származású, magyar operaénekes, magyarnóta énekes, népdalénekes.

## Iskolái
Édesanyja, Wenczler Mária tabódi sváb lány volt. Édesapja, Boros József Zombán, a Kaszinóban cigányprímás volt. Két testvére: József és Ilona (beceneve: Ilon).

## Élete
Elemi iskoláját Zombán, a négy polgárit Gyönkön végezte. Édesapja levélben kereste meg Pesthy Pált, aki a Horthy-korszak minisztere volt, hogy hallgassa meg a lányát és engedélyezze, hogy a Zeneakadémia ingyenes tanulója legyen. Egyedül felköltözött Pestre, Benyovszky Fridánál lakott. A Zeneakadémián az opera tanszakot végezte el.
1943-ban elkerült Szegedre a színházhoz, az Opera Társulatban dolgozott. A háború idején visszajött Budapestre, ahol az akkori igazgató nem vette fel az Operába, cigány származása miatt. Magyar nóta énekesnő lett, szabadúszóként járt fellépésekre, nemcsak Magyarországon, hanem külföldön is fellépett pl. Párizsban is. Zombára még kétszer visszatért fellépni, de nagyon kevesen jöttek el őt megnézni.
1972-ben készült a Fuss, hogy utolérjenek! című filmben szerepel mint népdalénekesnő. Többek között Bodrogi Gyulával, Zalatnay Saroltával, Koós Jánossal, Rátonyi Róberttel került egy filmbe a művésznő.
Benyovszky Frida] fia, Latzinger Gyula lett a férje, aki tisztviselőként dolgozott a Vetőmag Vállalatnál. Két fiuk született: Gyula (1949–) és Károly (aki 2002. február 1-jén meghalt). 
Boros Jolán a magyar mellett németül is beszélt. Halála előtt két évig Alzheimer-kórban szenvedett.
A Farkasréti temetőben helyezték örök nyugalomra.